# Ягодное сельское поселение (Томская область)
Я́годное се́льское поселе́ние — муниципальное образование в Асиновском районе Томской области Российской Федерации.
Административный центр — село Ягодное.

## История
Статус и границы сельского поселения установлены Законом Томской области от 9 сентября 2004 года № 193-ОЗ «О наделении статусом муниципального района, поселения (городского, сельского) и установлении границ муниципальных образований на территории Асиновского района»

## Население
| 2002  | 2010  | 2012  | 2013  | 2014  | 2015  | 2016  |
| ----- | ----- | ----- | ----- | ----- | ----- | ----- |
| 1588  | ↘1454 | ↘1406 | ↗1426 | ↘1402 | ↘1394 | ↘1372 |
| 2017  | 2018  | 2019  | 2020  | 2021  |       |       |
| ↘1350 | ↘1318 | ↘1291 | ↗1306 | ↗1447 |       |       |

## Состав сельского поселения
| № | Населённый пункт | Тип населённого пункта       | Население |
| - | ---------------- | ---------------------------- | --------- |
| 1 | Больше-Жирово    | деревня                      | ↗39       |
| 2 | Латат            | деревня                      | ↗72       |
| 3 | Мало-Жирово      | деревня                      | ↗380      |
| 4 | Цветковка        | село                         | ↗123      |
| 5 | Ягодное          | село, административный центр | ↗833      |